# Santeau
Santeau är en kommun i departementet Loiret i regionen Centre-Val de Loire strax norr Frankrikes mitt. Kommunen ligger i kantonen Pithiviers som tillhör arrondissementet Pithiviers. År 2022 hade Santeau 393 invånare.

## Befolkningsutveckling
Antalet invånare i kommunen Santeau
| Referens: INSEE |